# Giun đũa nhỏ
Giun đũa nhỏ (Danh pháp khoa học: Ascaridia galli) là một loại giun tròn thuộc chi Giun đũa thường ký sinh ở ruột non người cũng như các loài chim và gây bệnh cho hầu hết các loại gia cầm và thủy cầm.

## Đặc điểm
Chúng có kích thước nhỏ hơn so với giun đũa lớn, con đực 2–7 cm, cuối đuôi có cánh đuôi vào 10 đôi gai chồi, trước hậu môn có 1 vòi hút tròn, 2 gai giao hợp nhọn bằng nhau, con cái 3– 11 cm, lỗ sinh dục ở giữa thân, hậu môn ở cuối thân. Giun đũa gà có màu vàng nhạt, trên thân có vân ngang, quanh miệng có ba môi, trên mỗi môi có răng, con cái trưởng thành đẻ - 50.000- 72.000 trứng mỗi ngày.

## Ký sinh
Khi người bệnh bị giun đũa nhỏ chui vào đường hô hấp sẽ gây ngạt thở, gây tắc ruột, xoắn ruột, lồng ruột... Tất cả những biến chứng trên có thể dẫn đến tử vong. Ngoài việc hút hết các chất dinh dưỡng, giun đũa nhỏ còn viêm tắc ruột, tắc mật, tắc ống tụy, xoắn ruột có thể dẫn đến tử vong cho người bị nhiễm, rất nhiều trường hợp được ghi nhận Loại giun ký sinh người Việt dễ mắc và cách phòng tránh.
Trứng của chúng được nhiễm vào cơ thể qua đường ăn uống. Trứng nở và nhanh chóng xâm nhập thành ruột, nơi những ấu trùng hút máu để lớn lên. Từ đó, giun đũa có thể chui vào đường phổi, nơi chúng gây những cơn ho và có thể bị nuốt trở lại vào ruột. Triệu chứng nhiễm giun đũa gồm sốt, mệt mỏi, dị ứng phát ban, nôn, tiêu chảy, thần kinh bất ổn, ho và thở khò khè.